# Гаврилова (Пермский край)
Гаврилова — деревня в Кудымкарском районе Пермского края. Входила в состав Ленинского сельского поселения. Располагается на реке Сын южнее от города Кудымкара. Расстояние до районного центра составляет 38 км. По данным Всероссийской переписи населения 2010 года, в деревне проживало 35 человек (21 мужчина и 14 женщин).

## История
По данным на 1 июля 1963 года, в деревне проживало 115 человек. Населённый пункт входил в состав Ленинского сельсовета.